# 스포츠 음료

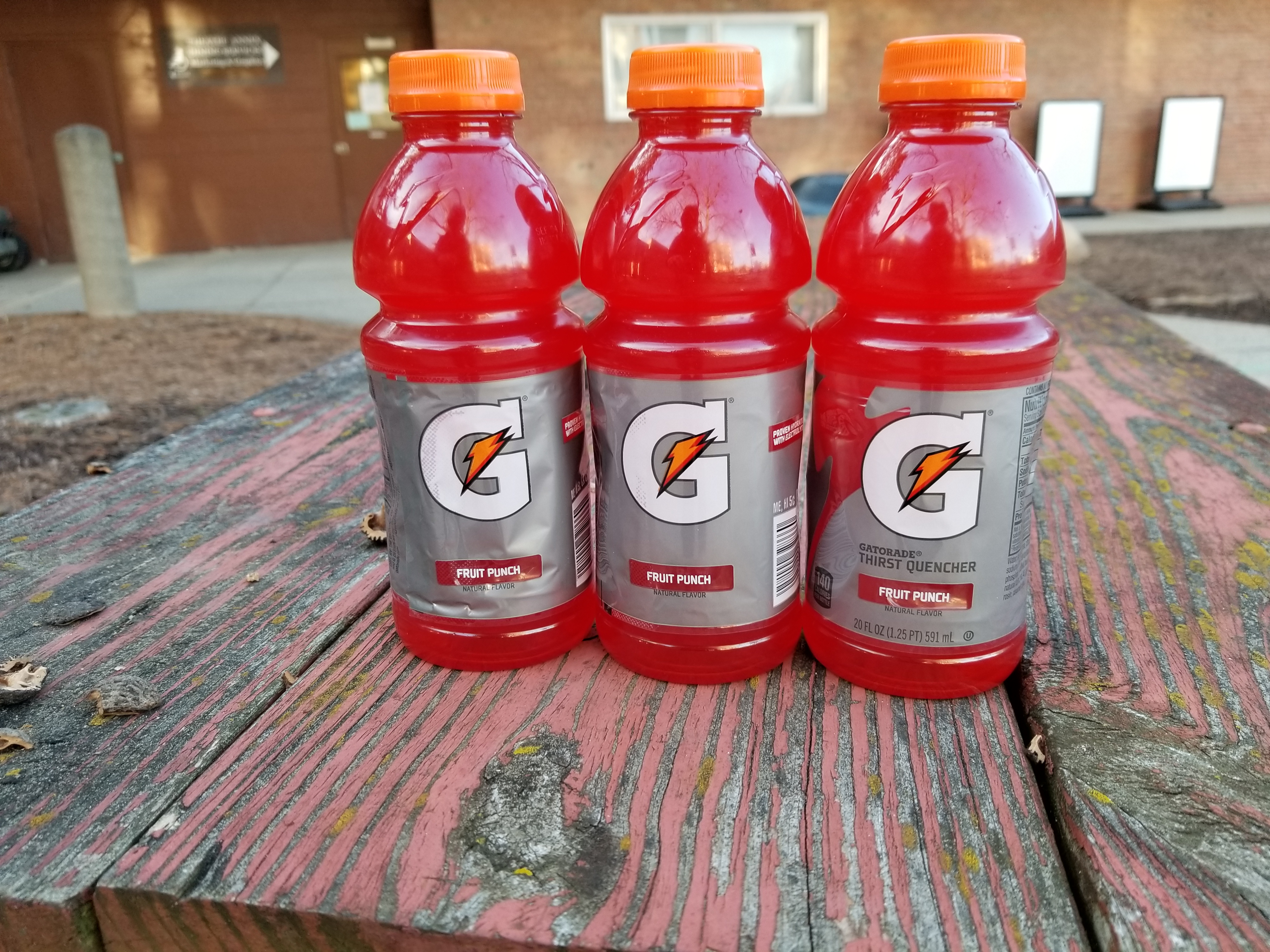
게토레이

스포츠 음료(sports drink, 스포츠 드링크)는 운동할 때 마시는 수분, 전해질 공급용 음료수이다. 대표적으로 게토레이와 파워에이드, 포카리스웨트, 토레타가 있고 1990년대 당시 일화에서 잠시 출시한 맥켄레이도 있다. 대한민국에서는 포카리 스웨트의 마케팅 영향으로 이온 음료라고도 불린다. 이온음료와 대비되는 음료는 탄산음료이다.
좀 더 구체적으로는 대한민국에서 이온음료는 대중적인 인식과 마케팅적인 카테고리이며, 식품위생법 상으로는 "혼합음료"로 분류된다. 이온음료의 주된 목적은 수분보충 뿐만 아니라, 운동이나 땀으로 손실된 전해질 성분(나트륨, 칼륨, 마그네슘, 염소, 소금 등)도 같이 공급해 주는 것이다. 그럼으로써 체내 항상성을 유지시키고 좀 더 체액에 가까운 성분으로 적응 시간 없이 빠른 흡수를 가능하게 한다.

## 같이 보기
- 탈수
- 에너지 음료
- 열중증
- 경구수액